# Isaac Bashevis Singer
Isaac Bashevis Singer (in yiddish יצחק באַשעוויס זינגער‎?, Yitskhok Bashevis Zinger), spesso indicato semplicemente come Isaac B. Singer (Leoncin, 11 novembre 1903 – Miami, 24 luglio 1991) è stato uno scrittore e traduttore polacco naturalizzato statunitense, autore in lingua yiddish. Fu insignito del premio Nobel per la letteratura nel 1978.
Autore di racconti e romanzi, pubblicati inizialmente in yiddish e poi tradotti in lingua inglese con l'aiuto di editor e collaboratori. Figura guida nel mondo letterario Yiddish, vinse due National Book Award e altri premi ancora. Tra le sue opere si segnalano i romanzi Satana a Goray (1935), La famiglia Moskat (1950), La fortezza (1957), Il mago di Lublino (1960), La proprietà (1969), Nemici: una storia d'amore (1972), Shosha (1978), Ombre sull'Hudson (2000) e le raccolte di racconti Gimpel l'idiota (1957), I due bugiardi (1961), Un amico di Kafka (1970), Una corona di piume (1973) e La morte di Matusalemme (1988).

## Biografia
Isaac Bashevis Singer nacque col nome di Icek-Hersz Zynger nel 1903 a Leoncin e passò la prima infanzia a Radzymin, entrambi vicino a Varsavia, in Polonia. La data esatta della sua nascita è incerta, ma la maggior parte delle fonti dice che probabilmente fu l'11 novembre, una data simile a quella che Singer fornì al suo biografo ufficiale, Paul Kresh, al suo segretario Dvorah Telushkin, e al rabbino William Berkowitz. L'anno 1903 è coerente con gli eventi storici a cui il fratello fa riferimento nelle loro memorie d'infanzia, compresa la morte di Theodor Herzl. La data di nascita spesso citata, 14 luglio 1904, è stata inventata dall'autore in gioventù, forse per rendersi più giovane ed evitare la leva militare.
Il padre, Pinchos Menachem, era un rabbino chassidico; Bathsheba, la madre, era figlia di un rabbino. Quando Singer aveva tre anni, la famiglia si spostò a Varsavia, dove il padre presidiò un beth din, o corte rabbinica, in cui era rabbino, giudice e leader spirituale.
Singer trascorse anche diversi anni a Biłgoraj, un villaggio immerso nella tradizione ebraica, dove il nonno materno era rabbino. Ricevette un'educazione di tradizione ebraica e studiò sui testi in ebraico e aramaico.  Tutti nella sua famiglia raccontavano storie e lo stesso Singer, sin da giovane, cominciò a inventare racconti propri. Anche i suoi fratelli maggiori, la sorella Esther Kreitman (1891-1954) e il fratello Israel Joshua Singer (1893-1944), divennero scrittori. Esther fu la prima della famiglia a scrivere storie.
Nel 1908 la famiglia si trasferì a Varsavia, nella sovraffollata e povera via Krochmalna, dove diventò amico di una ragazza di nome Shosha e girò per il quartiere per commissioni paterne e scorrerie di ragazzo. Nel frattempo però leggeva molto, studiava le lingue e il Talmud. Allo scoppio della guerra tornò a rifugiarsi al villaggio materno. Il fratello Israel Joshua intanto andò a Kiev, si sposò e iniziò a lavorare per diversi giornali come correttore di bozze e autore.
Nel 1920 Singer entrò nel Seminario Rabbinico di Tachkemoni, ma presto fece ritorno a Biłgoraj, dove si mantenne dando lezioni di ebraico. Nel 1923 si spostò a Varsavia, dove lavorò come correttore di bozze per la rivista Literarische Bleter, pubblicata dal fratello Israel, nel frattempo rientrato. Isaac tradusse in lingua yiddish alcune opere di Knut Hamsun, Gabriele D'Annunzio (il romanzo Il piacere, nel 1929), la danese Karin Michäelis e Stefan Zweig, poi Thomas Mann e Erich Maria Remarque, e diventò amico di Aaron Zeitlin e di altri giovani scrittori.
Nel 1929 il padre, che si era trasferito a Stary Dzików, morì, e Isaac aiutò il fratello con le ricerche storiche per il romanzo Yoshe Kalb. In quegli anni ebbe una relazione con Runia Shapira, dalla quale nacque il figlio Israel. Nel 1932 il fratello si stabilì a New York.
Dal 1933 al 1935 Isaac fu condirettore della rivista Globus, dove pubblicò racconti e, a puntate, il romanzo Satana a Goray (da gennaio a settembre 1933). Si tratta di un romanzo scritto nello stile del libro medioevale delle cronache yiddish. La storia prende le mosse dagli eventi del XVII secolo che riguardano il falso messia Sabbatai Zevi e offre un quadro della febbre messianica che si diffuse tra il popolo ebraico in quegli anni. In un'opera più tarda, Lo schiavo (1962), Singer ritornò ancora al XVII secolo con una storia d'amore tra un uomo ebreo e una donna cristiana, la cui relazione è tormentata dalle loro diverse tradizioni.
Nel 1935 Singer entrò a far parte dello staff del quotidiano yiddish Forverts (in inglese Jewish Daily Forward) come corrispondente estero. Per fuggire alla minaccia antisemita emigrò anche lui negli Stati Uniti, separandosi dalla moglie, diventata comunista, e dal figlio, che andarono a Mosca e più tardi in Palestina. Singer, dopo un viaggio travagliato attraverso la Germania e un soggiorno a Parigi, si stabilì finalmente a New York, dove lavorò per il Jewish Daily Forward con diversi pseudonimi (qui uscì il romanzo Der zindiker Meskiekh o Il Messia pescatore, a puntate per 5 mesi. Il romanzo non fu tradotto in inglese né tantomeno in italiano, ma il tema è simile a Satana a Goray, raccontando questa volta del successore di Sabbatai Zevi nel XVIII secolo, tale Jacob Frank).
Nel 1940 sposò Alma Haimann (sposata e divorziata Wassermann), un'immigrata tedesca che lavorava presso un prestigioso negozio d'abbigliamento. Lei aveva già due figli e non parlava yiddish. A Isaac giunse notizia che la prima moglie Runia, denunciata come sionista, era stata espulsa dall'URSS e si trovava in Turchia, con l'intenzione di spostarsi a Tel Aviv.
In questi anni cominciarono ad apparire le prime traduzioni in inglese dei suoi racconti, quando Isaac sfruttò l'occasione per riscrivere intere parti e si fece aiutare da diversi amici e parenti (un'abitudine che mantenne per tutta la vita, anche quando ormai parlava perfettamente inglese e poteva farne a meno; bisogna anche considerare che molti di questi «traduttori» non conoscevano neanche l'yiddish).
Nel 1943 diventò cittadino statunitense. L'anno successivo il fratello Israel morì d'infarto. Sua madre e l'altro fratello Misha durante l'occupazione russa della Polonia furono deportati in Kazakistan, dove morirono. Della famiglia d'origine gli rimase solo una sorella, Hinde Esther, sposata Kreitman, anche lei scrittrice, ad Anversa (si videro in seguito ancora una sola volta in Inghilterra nel 1947, dove lei morì nel 1954). In quanto al figlio Israel, voleva adottarlo ma Runia si rifiutò.
Nel 1945, a guerra finita, iniziò a pubblicare a puntate sul giornale La famiglia Moskat (da novembre 1945 a maggio 1948). Il romanzo venne anche letto per radio, e ebbe un discreto successo nella comunità ebraica di New York. Fu pubblicato, con tagli e varianti, in inglese nel 1950 (ufficialmente tradotto da Abraham e Nancy Gross).
La sua prima raccolta di racconti in inglese, Gimpel l'idiota, fu pubblicata nel 1957; il racconto che dà il titolo alla raccolta è tradotto da Saul Bellow. Parte dei racconti pubblicati nel Daily Forward, furono successivamente raccolti nelle opere Alla corte di mio padre (1966) e Nuove storie dalla corte di mio padre (2000). In queste memorie di vita familiare, il padre di Singer appare come un uomo devoto e sereno quando si dedica allo studio del Talmud; la madre come una donna pratica che vorrebbe che il marito prestasse più attenzione al denaro e ai problemi quotidiani.
Intanto aveva preso l'abitudine di scendere d'inverno in Florida e quando poteva a viaggiare (visitò l'Europa nel 1947 e Cuba nel 1951, Israele e la Francia nel 1969, per esempio) e cominciò a essere conosciuto nel mondo anglofono. Nel 1954, infatti, il famoso critico Irving Howe incluse due suoi racconti in A Treasury of Yiddish Stories. Le raccolte di racconti e i romanzi seguirono l'un l'altro con regolarità, e cominciarono a uscire anche le traduzioni in altre lingue  (dapprima in francese e spagnolo, in italiano dal 1960 con la versione di Satana a Goray).
Nel 1955 il figlio Israel, durante un viaggio organizzato dal suo kibbutz, gli fece visita a New York. Da questo momento Isaac cominciò a recarsi, quando poteva e non solo per rivederlo, in Israele.
Con la nomina al National Institute of Arts and Letters, nel 1964, Singer era il solo membro statunitense a scrivere in una lingua che non fosse l'inglese. "Lo yiddish è la saggia e umile lingua di noi tutti, l'idioma di un'umanità spaventata e piena di speranza".
A metà degli anni sessanta, Singer diventò un acceso sostenitore del vegetarismo. Scriverà:

### Carriera letteraria
Singer ha pubblicato 18 romanzi, 14 libri per bambini, numerosi saggi, articoli e recensioni, ma negli Stati Uniti è noto soprattutto come scrittore di racconti brevi (l'edizione Collected Stories in 3 volumi, della «Library of America» ne conta 184, ma probabilmente sono di più). Benché le sue opere siano state diffuse e si conoscano nella versione in lingua inglese, Singer compose in lingua yiddish. Con l'eccezione di Saul Bellow e, più frequentemente, di Cecil Hemley, collaborò con diversi traduttori famosi ma anche sconosciuti o che avevano iniziato l'attività con lui (tra questi il nipote Joseph Singer, la moglie Alma, e Mirra Ginsburg, Elaine Gottlieb, Ruth Schachner Finkel, Dorothea Straus, Evelyn Torton Beck, Martha Glicklich, Herbert Lottman, Rosanna Gerber Cohen, Elizabeth Shub, Aliza Shevrin, Elizabeth Pollet, June Ruth Flaum, Chana Faerstein, Curt Leviant, Deborah Menashe, Channah Kleinerman-Goldstein, Eve Friedman, Friedl Wyler, Gertrude Hirschler, Blanche e Joseph Nevel, Duba Desowitz, Ellen Kantarov, Hannah Koevary, Judy Beeber, Joel Blocker, Laurie Colwin, Lester Goran, Nili Wachtel, Leah Napolin, Roger Klein, Leonard Wolf, Marion Magid, Nancy Gross, Norbert Guterman, Rena Borrow, Lester Goran, Rosaline Dukalsky Schwartz, Ruth Whitman, Shlomo Katz e Shulamith Charney, ai quali riconobbe diritti sottraendoli a sé).
Pubblicò molti racconti e articoli sotto pseudonimo, usando per la narrativa il nome Yitskhok Bashevis e per il giornalismo Warshofsky, ma anche più raramente Yitskhok Tsvi, Tse, Yitskhok Varshavski, Bashevis o D. Segal. Recensì alcuni spettacoli, e libri, contribuendo alla conoscenza negli Stati Uniti di Bruno Schulz e Scholem Aleichem, oltre che del fratello, e ricevendo molti premi (il primo nel 1962 per Lo Spinoza di via del Mercato) e ammiratori e dediche e saggi (da Ted Hughes a Susan Sontag, da Edmund Wilson a Cynthia Ozick, tanto per dire qualcuno) e interviste (da quella per «Commentary» nel novembre 1963 in poi, comprendendo quella di Philip Roth del 1976).
Tenne conferenze e lezioni, ricevette lauree ad honorem (8 in tutto, la prima dalla "Texas Christian University" nel 1975), e il 5 ottobre 1978 gli venne conferito il premio Nobel per la letteratura.
Alcuni romanzi di Singer sono stati soggetti a riduzione cinematografica: Il mago di Lublino (1979), diretto da Menahem Golan, Yentl di Barbra Streisand (1983) e Nemici - Una storia d'amore (1989), diretto da Paul Mazursky con Anjelica Huston, Ron Silver e Lena Olin. Mazursky scrisse la sceneggiatura in collaborazione con Roger L. Simon. Il protagonista è un intellettuale ebreo che riesce a scampare all'olocausto. Si stabilisce a Brooklyn dove apprende, dopo essersi risposato, che anche la sua prima moglie è sopravvissuta e ha trovato rifugio negli Stati Uniti.
Tra le opere più note si ricordano La famiglia Moskat (1950), il suo primo romanzo pubblicato in lingua inglese. Il tema della saga familiare ritorna con La fortezza (1957) e La proprietà (1969). Il mago di Lublino (1960), tradotto in svariate lingue, narra di un mago, incantatore lussurioso, e della sua trasformazione verso l'espiazione fino all'autoreclusione. Con Shosha (1978), una storia d'amore ambientata in Polonia negli anni trenta, Singer ritornò a narrare della via Krochmalna dove era cresciuto. Tra le raccolte di racconti si ricordano Un amico di Kafka (1970), La morte di Matusalemme e altre storie (1988). Tra i racconti e i romanzi autobiografici: Alla corte di mio padre e Ricerca e perdizione (Love and Exile, 1984).
Quella di Singer è una narrativa realistica intessuta di dinamiche storiche e sociali che vengono vividamente rievocate. Singer pone attenzione alla trama e al mondo interiore dei personaggi, mettendone in luce i travagli e le debolezze, i loro desideri di gloria e il loro bisogno d'amore, il problema dell'identità in lotta tra un sistema di valori tradizionali e l'inesorabile processo di secolarizzazione e di assimilazione del popolo ebraico alla cultura dominante.
Come scrittore, Singer considerava il proprio ruolo marginalmente influente:
"Gli scrittori possono stimolare la mente, ma non possono dirigerla. Il tempo cambia le cose, Dio cambia le cose, i dittatori cambiano le cose, ma gli scrittori non possono cambiare nulla".
Durante gli ultimi quattordici anni della sua vita, Singer ebbe come assistente Dvorah Telushkin, conosciuta nel 1975, quando lei aveva ventun anni. Telushkin racconta del suo ruolo di assistente di Singer e della sua crescita da segretaria a traduttrice nel libro Master of dreams (1997).
Altre biografie e opere fondamentali su di lui sono Il mago della 86ma strada di Paul Kresh (1979), le Conversazioni a cura di Richard Burgin (1986) e il film Isaac in America di Amrak Nowak (1986). In italiano è stata anche pubblicata una scelta di racconti ne «I Meridiani» Mondadori (a cura di Alberto Cavaglion e con un saggio di Giuseppe Pontiggia), nel 1998, e una biografia di Florence Noiville, presso Longanesi (2004).
Autore estremamente prolifico, ha lasciato un'imponente serie di racconti e romanzi, per lo più pubblicati a puntate, in yiddish, su riviste statunitensi, alcuni dei quali ancora in corso di traduzione e pubblicazione.

### Morte
Singer morì il 24 luglio 1991 a Surfside, in Florida, dopo aver subito una serie di ictus. Fu sepolto nel Cedar Park Cemetery, Emerson, nel New Jersey. Gli è stata dedicata una strada di Surfside, in Florida, chiamata Isaac Singer Boulevard; così come una piazza di Lublino, in Polonia.

## Opere in italiano
I traduttori italiani includono Anna Bassan Levi, Mario Biondi, Francesca Boesch, Bianca Maria Bonazzi, Marcella Bonsanti, Cin Calabi, Maria Dazzi, Adriana Dell'Orto, Riccardo Duranti, Bruno Fonzi, Elena Loewenthal, Gabriella Luzzani, Claudio Magris, Marina Morpurgo, Elisabetta Zevi, Bruno Oddera, Mariagrazia Oddera, Pier Francesco Paolini, Rosanna Pelà, Marianto Prina, Anna Ravano, Raimondo Siciliano e Adriano Spatola.

### Romanzi
Si presentano i romanzi col seguente ordine: l'anno della prima pubblicazione in volume o di prima serializzazione su rivista, il titolo traslitterato originale, l'anno originale di pubblicazione in lingua inglese, il titolo inglese; poi l'anno della prima edizione italiana, e il titolo italiano; infine, nelle Note, le versioni italiane, e le eventuali nuove ritraduzioni italiane.
| Anno originale | Titolo originale | Anno in lingua inglese | Titolo inglese         | Anno in lingua italiana | Titolo italiano                    | Note |
| -------------- | --- | ---------------------- | ---------------------- | ----------------------- | ---------------------------------- | --- |
| 1935           | Der Sotn in Gorey: a mayse fun fartsaytns (titolo originale Yiddish: דער שטן אין גאריי, dapprima serializzato nel 1933) | 1954                   | Satan in Goray         | 1960 1979               | Satana a Goray                     | Trad. di Adriana Dell'Orto, Lerici, Milano, 1960; a cura di Elisabetta Zevi, Adelphi, Milano, 2018; Trad. di Bruno Oddera, Bompiani, Milano, 1979; Introduzione di Claudio Magris, Longanesi, Milano, 2002. |
| 1950           | Di Mischpoche Moschkat (titolo originale Yiddish: די פאמיליע מושקאט)                                                    | 1950                   | The Family Moskat      | 1965                    | La famiglia Moskat                 | Trad. di Bruno Fonzi, Longanesi, Milano, 1965; Corbaccio, Milano, 1995; Introduzione di Giorgio Montefoschi, Longanesi, Milano, 2010.                                                                       |
| 1952-1955      | Der Hoyf (prima parte)                                                                                                  | 1967                   | The Manor              | 1972                    | La fortezza                        | Trad. di Bruno Fonzi, Longanesi, Milano, 1972. |
| 1952-1955      | Der Hoyf (seconda parte)                                                                                                | 1969                   | The Estate             | 1973                    | La proprietà                       | Trad. di Bruno Fonzi, Longanesi, Milano, 1973. |
| 1956           | Shotns baym Hodson | 1998                   | Shadows on the Hudson  | 2000                    | Ombre sull'Hudson                  | Trad. di Mario Biondi, Longanesi, Milano, 2000; Trad. di Valentina Parisi, a cura di Elisabetta Zevi, Adelphi, Milano, 2021.                                                                                |
| 1971           | Der Kunstnmakher fun Lublin (titolo originale Yiddish: דער קונצנמאכער פון לובלין)                                       | 1960                   | The Magician of Lublin | 1963                    | Il mago di Lublino                 | Trad. di Bruno Oddera, Longanesi, Milano, 1963; Trad. di Katia Bagnoli, Adelphi, Milano, 2020. |
| 1967           | Der Knekht (titolo originale Yiddish: דער קנעכט)                                                                        | 1962                   | The Slave              | 1964                    | Lo schiavo                         | Trad. di Bruno Oddera, Longanesi, Milano, 1964. |
| 1966           | Sonim: di geschichte fun a liebe (titolo originale Yiddish: : שׂונאים. געשיכטע פֿון אַ ליבע)                               | 1972                   | Enemies: A Love Story  | 1972 2018               | Nemici. Una storia d'amore         | Trad. di Bruno Fonzi, Longanesi, Milano, 1972; Introduzione di Giorgio Voghera, Mondadori, Milano, 1983; Trad. di Marina Morpurgo, a cura di Elisabetta Zevi, Adelphi, Milano, 2018.                        |
| 1967           | Shoym (Shoim, serializzato su Forverts)                                                                                 | 1991                   | Scum                   | 1991 2025               | Schiuma, Ritorno in via Krochmalna | Trad. di Pier Francesco Paolini, Longanesi, Milano, 1991; Guanda, Milano, 2004; Trad. di Katia Bagnoli, Milano, Adelphi, 2025.                                                                              |
| 1967           | Tsertifikat | 1992                   | The Certificate        | 1994                    | Il certificato                     | Trad. di Mario Biondi, Longanesi, Milano, 1994. |
| 1967-1968      | Der Sharlatan |                        |                        | 2019                    | Il ciarlatano                      | Trad. di Elena Loewenthal, a cura di Elisabetta Zevi, Adelphi, Milano, 2019. |
| 1972           | Di Gest | 2021                   | The Visitors           | 2023                    | Max e Flora                        | Trad. di Elisabetta Zevi, Adelphi, Milano, 2023. |
| 1973           | Der Bal-tshuve | 1983                   | The Penitent           | 1988                    | Il penitente                       | Trad. di Mario Biondi, Longanesi, Milano, 1988. |
| 1974           | Neshome Ekspeditsyes | 1974                   | Shosha                 | 1978                    | Shosha                             | Trad. di Mario Biondi, Longanesi, Milano, 1978; Introduzione di Giorgio Voghera, Mondadori, Milano, 1982.                                                                                                   |
| 1976-1977      | Yarmy un Keyle |                        | Yarme and Keyle        | 2017                    | Keyla la rossa                     | Trad. di Marina Morpurgo, a cura di Elisabetta Zevi, Adelphi, Milano, 2017. |
| 1980           | Der Kenig fun di Felder                                                                                                 | 1988                   | The King of the Fields | 1990                    | Il Re dei campi                    | Trad. di Mariagrazia Oddera, Longanesi, Milano, 1990. |
|                | Meshuge | 1994                   | Meshugah               | 1995                    | Anime perdute                      | Trad. di Mario Biondi, Longanesi, Milano, 1995. |

### Raccolte di racconti
- Gimpel l'idiota (1957)
- I due bugiardi (1961)
- La distruzione di Kreshev (1961)
- Un amico di Kafka (1970)
- Una corona di piume e altri racconti (1974)
- Passioni (1975)
- Vecchio amore (1979)
- La luna e la follia (1982)
- L'immagine e altri racconti (1985)
- La morte di Matusalemme (1988)
- L'ultimo demone e altri racconti (1997)
- Racconti, Collana I Meridiani, Milano, Mondadori, 1998
- Lo scrittore di lettere e altri racconti, Milano, Corbaccio, 2012
- La giovenca malata di nostalgia e altri racconti, Milano, Corbaccio, 2013

### Libri di memorie
- Alla corte di mio padre (1956; in inglese, 1966)
- Un giorno di felicità (1969), Milano, Bompiani, 1972
- Ricerca e perdizione (1982), contiene i precedenti volumi:
  - Un ragazzo in cerca di Dio (titolo orig. A Little Boy in Search of God or Mysticism in a Personal Light, 1976)
  - Un giovane in cerca di amore (titolo orig. A Young Man in Search of Love, 1978)
  - Perduto in America (titolo orig. Lost in America, 1981)
- Love and exile, New York: Doubleday, 1984
- Nuove storie dalla corte di mio padre (1999)

### Libri per bambini
- Zlateh la capra e altre storie (1966), Milano, Bompiani, 1970; trad. di Elisabetta Zevi, Milano, Adelphi, 2021.
- Mazel e Shlimazel, ovvero Il latte della leonessa (1967), Milano, Longanesi 1967; Milano, Salani, 1995.
- Quando Shlemiel andò a Varsavia (1968)
- The Wicked City (1972)
- Naftali il narratore e il suo cavallo Sus (1976), Salani, Milano, 1992.
- Una notte di Hanukkah (1980), Emme, 1982; Torino, Einaudi, 1994.
- Il golem (1982), Milano, Salani, 1990.
- Storie per bambini (1984), 2 voll., Milano, Mondadori, 1995-96.
- Storie di un mondo perduto, Milano, Mondadori, 2002.
- Il sogno di Menaseh e altri racconti, Milano, Mondadori, 2008.

### Saggi e altro
- Viaggio in Israele, traduzione di Enrco Benella, Prefazione di David Stromberg, Collana Vite, Firenze, Giuntina, 2024, ISBN 979-12-556-9041-2. [articoli apparsi nel 1955 su Forverts]
- Eulogy to a Shoelace (titolo originale Yiddish: די קלײנע שוסטערלעך)
- The Hasidim, 1973.
- Perché fu scelta la colomba (1974), Diki, 1979; Milano, Mondadori, 2012.
- Introduzione a Israel Joshua Singer, Yoshe Kalb e le tentazioni, Roma, Editori Riuniti, 1984.
- Le distese del cielo. La storia del Baal Shem Tov (Reaches of Heaven: A Story of the Baal Shem Tov, 1980), trad. di Raimondo Siciliano, Nota storica di P. Capelli, 7 disegni di Emanuele Luzzati, Milano, Guanda, 1991, ISBN 978-88-774-6446-0.
- Come mai Dio non è vegetariano?, intervista di Matteo Bellinelli, Bellinzona, Casagrande, 2005.
- A che cosa serve la letteratura? (Old Truths and New Clichés: Essays by Isaac Bashevis Singer, 2022), traduzione di Marina Morpurgo, a cura di David Stromberg, Collezione La collana dei casi n.156, Milano, Adelphi, 2025, ISBN 978-88-459-3969-3.